# Гейл, Дуг
Дуг Гейл (англ. Doug Gale; 16 августа 1942 — 26 октября 2015) — американский учёный, один из первых разработчиков Интернета.

## Вклад в развитие Интернета
В 1972 году получил степень Ph.D. по физике в Университете штата Канзас и в течение восьми лет работал штатным адъюнкт-профессором физики в Университете Восточного Техаса, за это время его научные интересы сместились в область компьютерных наук.
В 1980 году Гейл занялся информационными технологиями, заняв должность директора по децентрализованным вычислениям в Корнельском университете. После 1984 года работал директором по информационным технологиям Университета Небраски-Линкольн и Университете Джорджа Вашингтона, затем директором OARnet, регионального интернет-провайдера.
В 1986 году Гейл основал MIDnet, одну из первоначальных сетей среднего уровня в NSFNet и первую полностью работающую сеть. Позже он работал программным директором NSFNet в Национальном научном фонде, где отвечал за добавление колледжей и университетов в молодую сеть и модернизацию магистрали до DS-3. В 1996 году он подготовил технический документ, который привёл к созданию Internet2.
В 2003 году Гейл основал компанию Information Technology Associates, LLC, которая консультировала проекты в области высшего образования и информационных технологий.
В 2010 году Гейл основал Internet Legacy Institute, LLC для сохранения и архивирования информации и исходных материалов о создании и развитии Интернета.
Гейл входил в попечительский совет Корпорации исследований и образовательных сетей (CREN), а также входил в совет директоров и занимал должность казначея CAUSE до ее слияния с EDUCOM. Кроме того, он был главным исследователем гранта Национального научного фонда на создание Вашингтонской исследовательской и образовательной сети.

## Основные награды
- 1991 год — Director’s Award for Program Officer Excellence Национального научного фонда.[8]
- 2008 год — Catalyst Award от Educause[англ.] как Regional Networks.[10]
- 2016 год — посмертно награждён Internet2 President’s Leadership Award. Награду получила его 50-летняя жена Генриетта вместе с сыновьями Марком и Эриком.[11]